# Pohang Steel Yard
Pohang Steel Yard (tiếng Hàn Quốc: 포항스틸야드) là một sân vận động bóng đá ở Pohang, Hàn Quốc. Đây là sân nhà của Pohang Steelers. Sân vận động có sức chứa 17.443 khán giả và được xây dựng vào năm 1990. Đây là sân vận động dành riêng cho bóng đá đầu tiên ở Hàn Quốc.
Cấu trúc kiểu ban công của sân cung cấp một góc nhìn đầy đủ ở bất kỳ chỗ ngồi nào để khán giả có thể theo dõi trận đấu một cách rõ ràng. Sân vận động này có sức chứa 15.521 khán giả.
Vào năm 2003, sân vận động này đã được nâng cấp toàn diện như thay mới mặt cỏ, trang thiết bị âm thanh hiện đại và phòng thay đồ mới cho các cầu thủ. Bảng điểm điện tử và hệ thống chiếu sáng, âm thanh, trang thiết bị hiện đại của sân được đánh giá là có chất lượng tương đương với các sân vận động được xây dựng để tổ chức Giải vô địch bóng đá thế giới 2002.